# Вулиця Фабрична (Бровари)
Ву́лиця Фабри́чна — вулиця у місті Бровари Київської області.

## Опис
Вулиця має протяжність 200 метрів. Забудова — приватна садибна, усього близько 12-ти садиб.

## Розміщення
Вулиця Фабрична розміщена у місцевості Торгмаш. Починається від вулиці Петра Калнишевського, закінчується вулицею Богдана Хмельницького. Вулицю Фабричну не перетинає та до неї не примикає жодна вулиця, окрім як на початку та у кінці.